# Kyselina fytová
Kyselina fytová je sloučenina, která vzniká v rostlinných buňkách. Používá se pro ni také název fytát nebo inositol-hexakisfosfát. Kyselina fytová je esterem myo-inositolu a kyseliny fosforečné (myo-inositol-hexakisfosfát, IP6). Její vápenaté a hořečnaté soli nazývané fytiny se nacházejí ve vlákninách.
Je nejrozšířenějším inositolfosfátem; vyskytuje se v obilovinách, ořeších a luštěninách. Je prospěšná pro lidské zdraví a hraje významnou úlohu v prevenci civilizačních onemocnění.

## Chemická struktura

Vzorec kyseliny fytové

Kyselina fytová je vysoce polární sloučeninou se šesti fosfátovými skupinami.

## Výskyt
Kyselina fytová je nejrozšířenějším inositolfosfátem na Zemi a je zásobárnou fosforu v semenech rostlin. Je v ní obsaženo 50–85 % fosforu v semenech obilovin, olejnin a luštěnin. V místech s vysokou intenzitou živočišné výroby (chovy prasat a drůbeže) je hlavní příčinou znečištění povrchových vod fosfáty. U zvířat s jednoduchým žaludkem není většina kyseliny fytové strávena, s výkaly odchází do kejdy a teprve tam podléhá mikrobiálnímu rozkladu za uvolnění fosfátů. Z toho důvodu se do krmiva prasat a drůbeže často přidává fytáza.

## Působení
Kyselina fytová je považována za antinutriční látku, neboť snižuje využití fosforu, zinku, vápníku a mědi v trávicím traktu člověka.
Na druhou stranu má antioxidační vlastnosti a reguluje hladinu glukózy v krvi. Snižuje krevní srážlivost, hladinu cholesterolu a triglyceridů, stimulace funkcí lymfocytů a je důležitá pro prevenci tvorby ledvinových kamenů. Působí také preventivně proti infarktu myokardu a proti rakovině prsu a střev.